# Blue Byte Software
Ubisoft Blue Byte (раніше Blue Byte GmbH) — німецький розробник відеоігор, заснований в 1988 році. Головний офіс розташований у місті Дюссельдорф. У січні 2001 року студія була придбана відомим французьким видавцем ігор компанією Ubisoft і перейменована.
Blue Byte, головний чином відома двома серіями ігор — Battle Isle та The Settlers. Першою грою компанії був симулятор тенісу Great Courts, яка вийшла у 1989 році.

## Розроблені ігри
- Great Courts (1989)
- Twinworld (1989)
- Great Courts 2 (1990)
- Jimmy Connors Pro Tennis Tour (1990)
- Tom and The Ghost (1990)
- Atomino (1991)
- Battle Isle (1991)
- Battle Isle Data Disk I (1992)
- Ugh ! (1992)
- Battle Isle Data Disk II (1993)
- History Line: 1914-1918 (1993)
- The Settlers (1993)
- Battle Isle II (1994)
- Battle Isle II Data Disk I (1994)
- Battle Isle III (1995)
- Albion (1995)
- Archimedean Dynasty (1996)
- Chewy: ESC from F5 (1996)
- The Settlers II (1996)
- Dr. Drago's Madcap Chase (1997)
- Extreme Assault (1997)
- Incubation (1997)
- Game, Net & Match ! (1998)
- The Settlers III (1998)
- Star Trek: Starship Creator (1999)
- Stephen King's F13 (2000)
- The Settlers IV (2001)
- Battle Isle: The Andosia War (2001)
- The Settlers: Heritage of Kings (2005)
- The Settlers II 10th Anniversary (2006)
- The Settlers: Rise of an Empire (2007)
- The Settlers: Rise of an Empire - The Eastern Realm (2008)
- The Settlers 7: Paths to a Kingdom (2010)